# 35P/Herschel-Rigollet
35P/Herschel-Rigollet – kometa okresowa należąca do grupy komet typu Halleya.

## Odkrycie
Kometę tę odkryła Caroline Herschel 21 grudnia 1788 roku w Slough w Wielkiej Brytanii. Podczas jej kolejnego powrotu ponownie odkrył ją Roger Rigollet w Lagny we Francji 28 lipca 1939 roku. W nazwie znajdują się zatem nazwiska obydwojga odkrywców.

## Orbita komety
Orbita komety 35P/Herschel-Rigollet ma kształt wydłużonej elipsy o mimośrodzie 0,97. Jej peryhelium znajduje się w odległości 0,74 j.a., aphelium zaś 56,93 j.a. od Słońca. Jej okres obiegu wokół Słońca wynosi 155 lat, nachylenie do ekliptyki to wartość 64,2˚.